# Carltheater
Le Carltheater est un théâtre de Vienne ouvert en 1847 à la place du Théâtre de Leopoldstadt, au 31 Praterstraße (de), dans l'arrondissement de Leopoldstadt. Il ferme au public le 31 mai 1929. Après un bombardement en 1944, il est finalement détruit en 1951.

## Histoire
Après de longues difficultés financières, le Théâtre de Leopoldstadt est vendu en 1838 au directeur de théâtre Carl Carl (de) qui dirige aussi le Theater an der Wien.
En 1847, l'ancien bâtiment est partiellement démoli et remplacé d'après les plans des architectes August Sicard von Sicardsburg et Eduard van der Nüll (qui fera élever plus tard le Wiener Staatsoper).
Le théâtre est inauguré par son directeur le 10 décembre 1847 sous le nouveau nom de Carltheater. Peter Josef von Lindpaintner ouvre le concert d'inauguration, le clou de la soirée est la première de Die schlimmen Buben in der Schule (de) de Johann Nestroy.
D'autres œuvres de Nestroy et de nombreuses pièces de théâtre font leurs premières au Carltheater. Entre 1854 et 1860, Nestroy est à la fois acteur et directeur du théâtre. Il devient un lieu réputé du théâtre populaire et de l'opérette viennoise.
Après bien des changements d'administration, le théâtre tombe dans des difficultés financières. Il ferme le 31 mai 1929 mais sert pour des enregistrements jusqu'au début des années 1940.
Un bombardement en 1944 détruit presque entièrement l'auditorium du théâtre. La façade restée debout et relativement intacte est gardée pour sa valeur artistique et classée monument historique. Toutefois, en 1951, en raison du danger d'effondrement, il est détruit comme le bâtiment à sa droite. À sa place se trouve aujourd'hui la Galaxy Tower.

## Premières
- Die schlimmen Buben in der Schule (de), opérette en un acte de Johann Nestroy, le 10 décembre 1847
- Freiheit in Krähwinkel, farce avec chansons de Johann Nestroy, le 1er juillet 1848
- Judith und Holofernes (de), pièce avec chansons de Johann Nestroy, le 13 mars 1849
- Tannhäuser (de), opéra parodique de Johann Nestroy, musique de Karl Binder, le 31 octobre 1857
- Das Corps der Rache, opérette de Franz von Suppé, le 5 mars 1864
- Dinorah oder Die Turnerfahrt nach Hütteldorf, opéra parodique de Franz von Suppé, le 4 mai 1865
- Leichte Kavallerie, opérette de Franz von Suppé, le 21 mars 1866
- Die Freigeister, opérette de Franz von Suppé, le 23 octobre 1866
- Banditenstreiche (de), opérette de Franz von Suppé, le 27 avril 1867
- Die Frau Meisterin, opérette de Franz von Suppé, le 20 janvier 1868
- Tantalusqualen, opérette de Franz von Suppé, le 3 octobre 1868
- Isabella, opérette de Franz von Suppé, 5 novembre 1869
- Lohengelb, oder Die Jungfrau von Dragant (Tragant), opérette de Franz von Suppé, le 30 novembre 1870
- Can(n)ebas, opérette de Franz von Suppé, le 2 novembre 1872
- Fatinitza, opérette de Franz von Suppé, 5 janvier 1876
- Prinz Methusalem (de), opérette de Johann Strauss fils, le 3 janvier 1877
- Der Teufel auf Erden (de), opérette de Franz von Suppé, le 5 janvier 1878
- Boccaccio, opérette de Franz von Suppé, le 1er février 1879
- Donna Juanita, opérette de Franz von Suppé, le 21 février 1880
- Die Carbonari, opérette de Carl Zeller, le 27 novembre 1880
- Wiener Kinder, opérette de Carl Michael Ziehrer, le 19 février 1881
- Der Gascogner, opérette de Franz von Suppé, le 22 mars 1881
- Das Herzblättchen, opérette de Franz von Suppé, le 4 février 1882
- Der Vagabund, opérette de Carl Zeller, le 30 octobre 1886
- Die Jagd nach dem Glück, opérette de Franz von Suppé, 27 octobre 1888
- Ein Deutschmeister, opérette de Carl Michael Ziehrer, le 30 novembre 1888
- Das Modell, opérette de Franz von Suppé, le 4 octobre 1895
- Wiener Blut (de), opérette de Johann Strauss fils, le 25 octobre 1899
- Die drei Wünsche, opérette de Carl Michael Ziehrer, le 9 mars 1901
- Das süße Mädel, opérette de Heinrich Reinhardt, le 25 octobre 1901
- Der Rastelbinder (de), opérette de Franz Lehár, le 20 décembre 1902
- Der Göttergatte (de), opérette de Franz Lehár, le 20 janvier 1904
- Die lustigen Nibelungen, opérette d'Oscar Straus, le 12 novembre 1904
- Der Schätzmeister, opérette de Carl Michael Ziehrer, le 10 décembre 1904
- Krieg im Frieden, opérette de Heinrich Reinhardt, le 24 janvier 1906
- Ein Walzertraum, opérette d'Oscar Straus, le 2 mars 1907
- Die Dollarprinzessin (de), opérette de Leo Fall, le 2 novembre 1907
- Die geschiedene Frau, opérette de Leo Fall, le 23 décembre 1908
- Zigeunerliebe (de), opérette de Franz Lehár, le 8 janvier 1910
- Alt-Wien, opérette de Joseph Lanner, le 23 décembre 1911
- Majestät Mimi, opérette de Bruno Granichstaedten, le 11 février 1911
- Großstadtmärchen, opérette de Richard Fall, le 10 janvier 1920
- Fürst Casimir, opérette de Carl Michael Ziehrer, le 13 septembre 1913
- Polenblut (de), opérette d'Oskar Nedbal, le 25 octobre 1913
- Die erste Frau, opérette de Heinrich Reinhardt, le 22 octobre 1915
- Die Bajadere, opérette de Emmerich Kálmán, Julius Brammer et Alfred Grünwald, le 23 décembre 1921
- Glück bei Frauen, opérette de Bruno Granichstaedten, le 4 décembre 1923
- Prinzessin Ti-Ti-Pa, opérette de Robert Stolz, 1928
- Lenin, tragédie d'Ernst Fischer, le 26 septembre 1928

## Sources, notes et références
- (de) Cet article est partiellement ou en totalité issu de l’article de Wikipédia en allemand intitulé « Carltheater » (voir la liste des auteurs).